# Malaybalay
Malaybalay is de hoofdstad van de Filipijnse provincie Bukidnon op het eiland Mindanao. Bij de laatste census in 2007 had de stad ruim 144 duizend inwoners.

## Geografie

### Bestuurlijk indeling
Malaybalay is onderverdeeld in de volgende 46 barangays:
| - Aglayan - Bangcud - Barangay 1 - Barangay 2 - Barangay 3 - Barangay 4 - Barangay 5 - Barangay 6 - Barangay 7 - Barangay 8 - Barangay 9 - Barangay 10 - Barangay 11 - Busdi - Cabangahan - Caburacanan | - Canayan - Capitan Angel - Casisang - Dalwangan - Imbayao - Indalaza - Kalasungay - Kabalabag - Kulaman - Laguitas - Patpat - Linabo - Apo Macote - Miglamin - Magsaysay - Maligaya | - Managok - Manalog - Mapayag - Mapulo - Saint Peter - San Jose - San Martin - Santo Niño - Silae - Simaya - Sinanglanan - Sumpong - Violeta - Zamboanguita |

## Demografie
Malaybalay had bij de census van 2007 een inwoneraantal van 144.065 mensen. Dit zijn 20.393 mensen (16,5%) meer dan bij de vorige census van 2000. De gemiddelde jaarlijkse groei komt daarmee uit op 2,13%, hetgeen hoger is dan het landelijk jaarlijks gemiddelde over deze periode (2,04%). Vergeleken met de census van 1995 is het aantal mensen met 31.788 (28,3%) toegenomen.
De bevolkingsdichtheid van Malaybalay was ten tijde van de laatste census, met 144.065 inwoners op 969,19 km², 148,6 mensen per km².
Baungon · Cabanglasan · Damulog · Dangcagan · Don Carlos · Impasug-Ong · Kadingilan · Kalilangan · Kibawe · Kitaotao · Lantapan · Libona · Malaybalay · Malitbog · Manolo Fortich · Maramag · Pangantucan · Quezon · San Fernando · Sumilao · Talakag · Valencia